# Torneo de las Américas 1992
Das Torneo de las Américas 1992 (englisch The 1992 Tournament of the Americas) ist die fünfte Auflage der Basketball-Amerikameisterschaft und fand vom 27. Juni bis 5. Juli 1992 im Memorial Coliseum von Portland (Oregon) statt. Bei dem Turnier ging es um die Qualifikation für das Basketballturnier bei den Olympischen Spielen 1992. Im Nachhinein wurde das Turnier in die Reihenfolge der Amerikameisterschaften aufgenommen und zählte als Kontinentalmeisterschaft für nationale Auswahlmannschaften der Herren des Kontinentalverbands FIBA Amerika. Von den zehn teilnehmenden Mannschaften qualifizierten sich die vier Halbfinalisten direkt für die Olympischen Spiele. Es war der erste Auftritt bei einem offiziellen Wettbewerb des so genannten „Dream Teams“, bei der die Auswahl der Vereinigten Staaten erstmals bis auf einen Spieler ausschließlich von aktiven NBA-Profis gebildet wurde sowie vom wegen einer HIV-Infektion ansonsten inaktiven Magic Johnson. Larry Bird beendete nach den Olympischen Spielen seine aktive Karriere. Die Mannschaft zeigte sich extrem dominant und gewann, wie auch beim späteren olympischen Turnier, alle Spiele mit einem Abstand von mindestens 38 Korbpunkten. Wie viele Spieler dieser Mannschaft individuell wurde auch die Auswahl selbst als Mannschaft später in die Naismith Memorial Basketball Hall of Fame aufgenommen.

## Teilnehmer
Es erfolgte eine regionale Qualifikation nach den Subzonen des Kontinentalverbands. Neben den beiden Nationalmannschaften der nordamerikanischen Subzone nahmen die vier Halbfinalisten der zentral- und südamerikanischen Meisterschaften teil.

### Nordamerika
- Kanada
- Vereinigte Staaten

### Zentralamerika & Karibik
- Puerto Rico (Sieger Centrobasket 1991)
- Mexiko (Finalist Centrobasket 1991)
- Kuba (Bronzemedaille Centrobasket 1991)
- Panama (Halbfinalist Centrobasket 1991)

### Südamerika
- Venezuela (Sieger Campeonato Sudamericano 1991)
- Brasilien (Finalist Campeonato Sudamericano 1991)
- Argentinien (Bronzemedaille Campeonato Sudamericano 1991)
- Uruguay (Vierter Campeonato Sudamericano 1991)

## Modus
Beim Turnier wurde eine Vorrunde in zwei Gruppen zu je fünf Mannschaften als Rundenturnier ausgetragen. Die beiden am schlechtesten platzierten Mannschaften der jeweiligen Vorrundengruppe schieden anschließend aus dem Turnier aus, während die anderen Mannschaften im K.-o.-System weiterspielten. Während die erstplatzierte Mannschaft jeder Vorrundengruppe bereits direkt für das Halbfinale und die Olympischen Spiele qualifiziert waren, spielten dabei die zweit- und drittplatzierten Mannschaften der jeweiligen Vorrundengruppe über Kreuz in einem Ausscheidungsspiel die beiden weiteren Halbfinalisten und Teilnehmer an den Olympischen Spielen aus. Anschließend wurden unter den Teilnehmern an den Olympischen Spielen noch die Medaillen des Turniers ausgespielt.

## Vorrunde
Die Spiele der Vorrunde fand zwischen dem 27. Juni und 1. Juli 1992 statt.

### Gruppe A
| Nation                | Sp | S | N | P+  | P-  |        | Vereinigte Staaten | Kanada | Argentinien | Panama | Kuba |
| --------------------- | -- | - | - | --- | --- | ------ | ------------------ | ------ | ----------- | ------ | ---- |
| 1. Vereinigte Staaten | 4  | 4 | 0 | 481 | 257 |        | 105:61             | 128:87 | 112:52      | 136:57 |      |
| 2. Kanada             | 4  | 2 | 2 | 297 | 326 | 61:105 |                    | 87:80  | 71:62       | 78:79  |      |
| 3. Argentinien        | 4  | 2 | 2 | 334 | 362 | 87:128 | 80:87              |        | 94:76       | 73:71  |      |
| 4. Panama             | 4  | 1 | 3 | 276 | 344 | 52:112 | 62:71              | 76:94  |             | 86:67  |      |
| 5. Kuba               | 4  | 1 | 3 | 274 | 373 | 57:136 | 79:78              | 71:73  | 67:86       |        |      |

### Gruppe B
| Nation         | Sp | S | N | P+  | P-  |        | Brasilien | Puerto Rico | Venezuela 1954 | Mexiko | Uruguay |
| -------------- | -- | - | - | --- | --- | ------ | --------- | ----------- | -------------- | ------ | ------- |
| 1. Brasilien   | 4  | 4 | 0 | 452 | 333 |        | 95:72     | 128:81      | 90:87          | 139:93 |         |
| 2. Puerto Rico | 4  | 3 | 1 | 331 | 321 | 72:95  |           | 91:80       | 64:58          | 104:88 |         |
| 3. Venezuela   | 4  | 2 | 2 | 359 | 401 | 81:128 | 80:91     |             | 88:85          | 110:97 |         |
| 4. Mexiko      | 4  | 1 | 3 | 328 | 331 | 87:90  | 58:64     | 85:88       |                | 98:89  |         |
| 5. Uruguay     | 4  | 0 | 4 | 367 | 451 | 93:139 | 88:104    | 97:110      | 89:98          |        |         |

## Finalrunde
Die Spiele der Finalrunde fanden zwischen dem 2. und 5. Juli 1992 statt. Die Sieger im „Viertelfinale“ qualifizierten sich zusätzlich zu den Gruppenersten der Vorrunde für die Olympischen Spiele.
|  | Olympiaqualifikation | Olympiaqualifikation | Olympiaqualifikation |  |  | Halbfinale | Halbfinale         | Halbfinale |  |    | Finale             | Finale           | Finale           |
|  |                      |                      |                      |  |  |            |                    |            |  |    |                    |                  |                  |
|  |                      |                      |                      |  |  | B1         | Brasilien          | 91         |  |    |                    |                  |                  |
|  | A2                   | Kanada               | 72                   |  |  | B3         | Venezuela          | 100        |  |    |                    |                  |                  |
|  | B3                   | Venezuela            | 76                   |  |  |            |                    |            |  | B3 | Venezuela          | 80               |                  |
|  |                      |                      |                      |  |  |            |                    |            |  | A1 | Vereinigte Staaten | 127              |                  |
|  |                      |                      |                      |  |  | A1         | Vereinigte Staaten | 119        |  |    |                    |                  |                  |
|  | B2                   | Puerto Rico          | 95                   |  |  | B2         | Puerto Rico        | 81         |  |    | Spiel um Platz 3   | Spiel um Platz 3 | Spiel um Platz 3 |
|  | A3                   | Argentinien          | 85                   |  |  |            |                    |            |  |    | B1                 | Brasilien        | 93               |
|  |                      |                      |                      |  |  |            |                    |            |  |    | B2                 | Puerto Rico      | 91               |